# Getxo
Getxo és un municipi de la costa de Biscaia, en el País Basc.
Està situat en el marge dret de la ria de Bilbao, en la desembocadura del Ibaizábal-Nervión. Forma part de la comarca del Gran Bilbao i de l'àrea metropolitana de Bilbao. Té 82.327 habitants (INE 2006) i destaca per la gran presència de palauets i habitatges construïts per l'alta burgesia durant la industrialització.

## Història
Sembla que l'església d'Andramari, fundada en el segle xi, va ser la primitiva matriu principal de l'elizate seguint el costum entre els reis i persones distingides del país fundar colònies a terres inhabitades incultes per convertir el terreny en terreny cultivable, edificant allí una església. La primera documentació de població a Getxo és de 1390 segons consta en la Crónica de siete casas de Vizcaya y Castilla de Lope García de Salazar, i en 1515 era d'unes 20 fogatges, al voltat de l'església. Durant la Guerra de Bàndols els seus habitants es van alinear amb els Oñatins.
El territori es conformava en bens territorials i bens senyorials, i cap al segle xvi la població es forma en dos nuclis, un de pescadors de litoral a Algorta, i un altre en l'interior en la zona de Santa Maria, dedicat al blat i la poma en una zona limitada, que fins a la canalització del Gobela en el segle xvii no va poder créixer. La família Guecho-Mariartu es va convertir en la dominadora del territori i disposava del monopoli dels molins. Al segle XVII es va introduir el blat de moro, que va tenir molt èxit en la zona de la Fadura al voltant del Gobela i el Larrañazubi, i al final del segle XIX ja era el conreu principal.
En 1558 s'havia conclòs el condicionament del Gobela i la construcció del port d'Areeta per evitar els efectes desastrosos dels moviments de la barra de la Ria de Bilbao tenia sobre el transport marítim, i un cop Bilbao va aconseguir el control del comerç a gran escala enfront de Portugalete, Getxo va reivindicar la jurisdicció sobre els arenals i la ria, que aconseguí en 1585. El Port Vell es va construir cap al segle xviii, i amb ell, el poble d'Algorta. Al segle xix, Espanya va dur a terme la desamortització de les esglésies i les terres públiques, i com a conseqüència es van vendre els arenals comunals i es va crear l'Areeta.
En 1856, aprofitant la desamortització de Madoz, Máximo Aguirre Ugarte va comprar les els terrenys comunals de la platja i la maresma de Lamiako per dessecar-les i construir un balneari a l'estil de la costa de Biarritz, i que es convertí en la urbanització planificada més gran a Biscaia fins al pla d'eixample de Bilbao de 1876. Immediatament va engegar la consolidació i fixació dels terrenys mitjançant un projecte de 1859 de l'arquitecte Pedro de Belaunzaran d'acord a les experiències de les Landes franceses, amb l'obertura d'una nova llera al Gobela, obrint un canal recte que ho comunicava amb el riu Udondo, alinant-lo al tram final i instal·lant una resclosa i molls a prop de la desembocadura.
Amb la construcció a partir de 1877 del port exterior de Bilbao per part de l'enginyer Evaristo de Churruca y Brunet van desaparèixer la platja de las Arenas i amb ella els balnearis, quedant el turisme de temporada a la platja d'Ereaga.
Promoguda pels promotors de les urbanitzacions de Getxo, en 1887 es va inaugurar el Ferrocarril económico de Bilbao a Las Arenas, i en 1893 la compañía Ferrocarril de Las Arenas a Plencia, absorbides respectivament en 1899 i 1900 per la Compañía de los Ferrocarriles de Santander a Bilbao. El Pont de Biscaia sobre la ria de Bilbao, que Getxo comparteix amb Portugalete fou inaugurat el 1893 per la necessitat d'unir els balnearis existents en ambdós marge de la ria, destinats a la burgesia industrial i als turistes de finals del segle xix, sense interrompre el tràfic de vaixells a l'entrada de la ria. Fou declarat Patrimoni de la Humanitat per la UNESCO el 2009. Fruit de noves desamortitzacions, a principis de segle sorgeixen nous eixamples a Achecolandeta, Neguri i Zugazarte.

## Demografia
Tenia 5.442 habitants el 1900, 19.309 el 1950 i 80.770 el 2009.

### Distribució per barris
| Habitants per barris (2001)   |          |        |        |
| Barri                         | Població | Homes  | Dones  |
| Elexalde/Santa Maria de Getxo | 14.519   | 7.057  | 7.462  |
| Areeta/Las Arenas             | 28.414   | 13.362 | 15.052 |
| Algorta                       | 39.799   | 18.907 | 20.892 |

### Evolució demogràfica
| Evolució demogràfica de Getxo entre 1842 i 2009 |
| ----------------------------------------------- |
|                                                 |
| Font:Institut Nacional d'Estadística espanyol   |

## Barris de Getxo

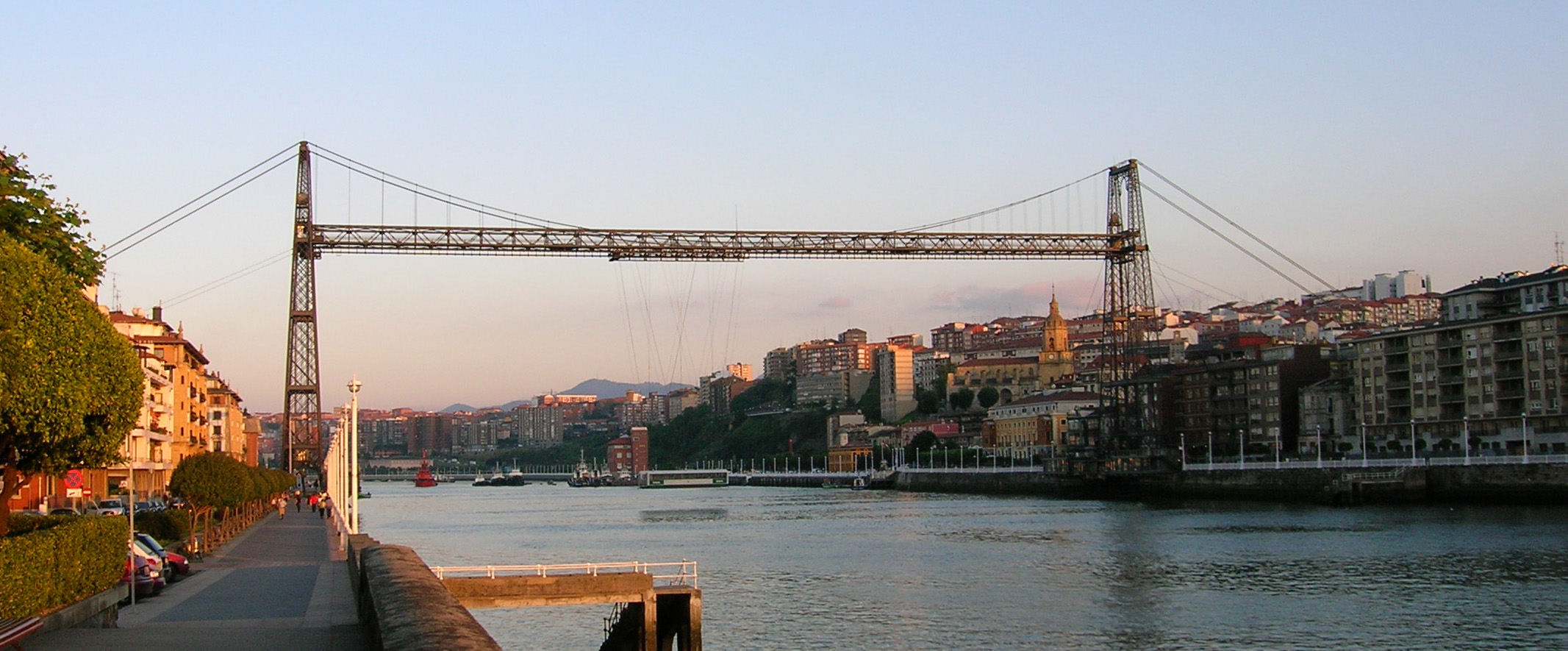
L'històric Pont de Biscaia, sobre la ria de Bilbao.

- Areeta/Las Arenas: Las Arenas, Romo i Gobela
- Neguri: Neguri i Aiboa.
- Algorta: Algorta centre, Sarrikobaso, Arrigunaga, La Humedad i Aldapas.
- Getxoko Andra Mari/Santa Maria de Getxo Bizkaiko zubia-pont de biscaia

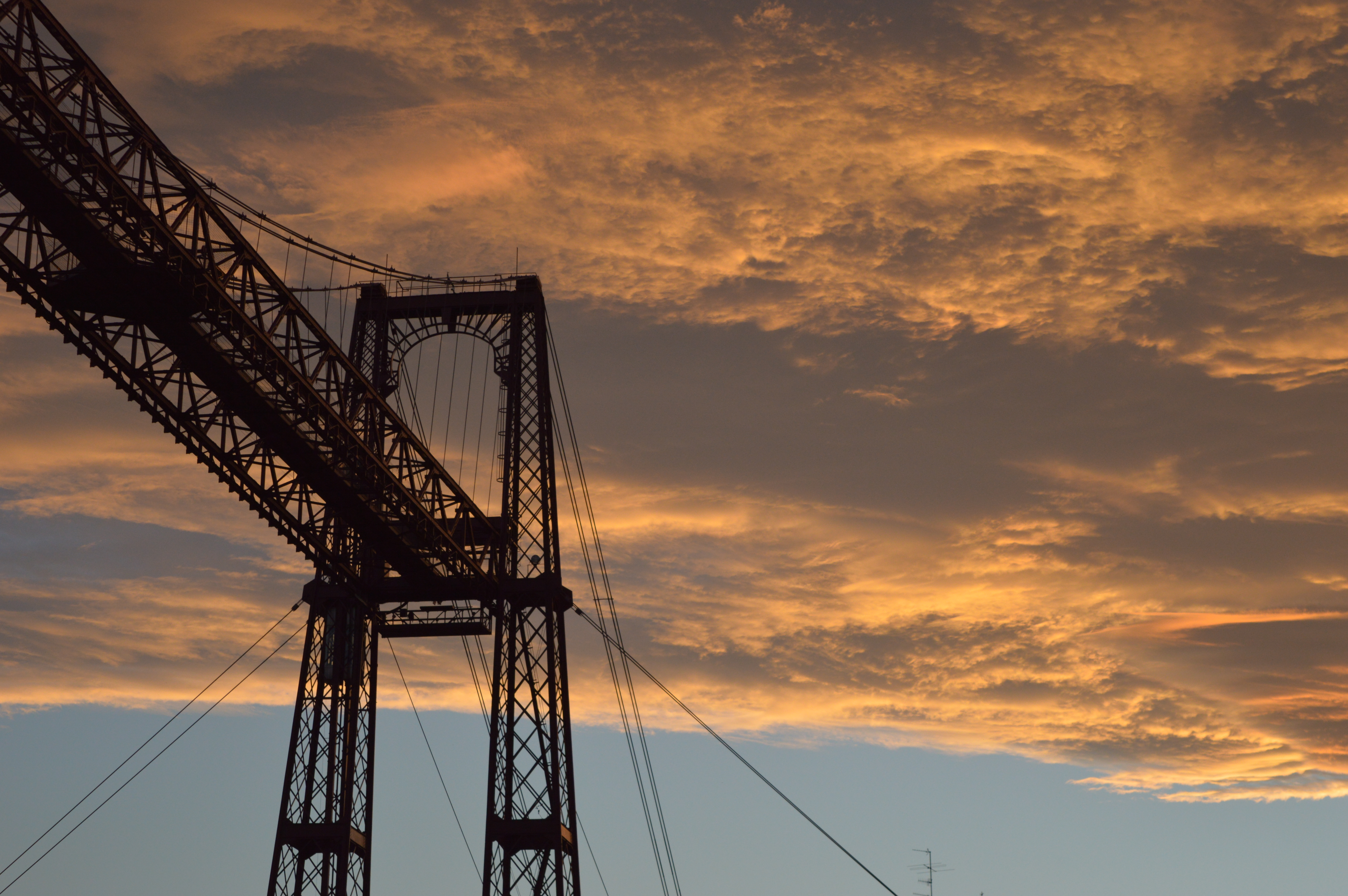
Bizkaiko zubia-pont de biscaia

## Eleccions 2019[18]
| Partit Polític                                 | Nombre de vots | % de vots | Regidors |
| ---------------------------------------------- | -------------- | --------- | -------- |
| PNB                                            | 16.334         | 39,06%    | 11       |
| Partit Popular                                 | 6.908          | 16,51%    | 5        |
| EH Bildu                                       | 6.167          | 14,74%    | 4        |
| PSE-EE                                         | 4.550          | 10,87%    | 3        |
| Elkarrekin Podemos, Ezker Anitza, EQUO Berdeak | 3.296          | 7,88%     | 2        |
| Ciudadanos                                     | 1.344          | 3,21%     | 0        |
| TOTAL                                          | 41.969         | 100%      | 25       |

## Alcaldes de Getxo
- 1852 - Juan A. de Zubiaga
- 1854 - Juan Ignacio de Sarría
- 1864 - Juan B. Manene
- 1872 - Julián Mandaluniz
- 1873 - Mariano Basauri
- 1874 - Juan Manuel de Ugarte
- 1876 - Juan María Ugarte
- 1877 - Marcos Uría
- 1879 - José R. Arecheta Barrenechea
- 1882 - Manuel Zalduondo
- 1883 - José Antonio de Uriarte
- 1887 - Pedro de Amézaga
- 1890 - Eladio Sustacha
- 1891 - Santiago Diliz y Arana
- 1897 - Juan José Bilbao y Amézaga
- 1899 - Juan Bta. Ibarra
- 1902 - José Zubiaga y Careaga
- 1904 - Cándido Arrola y Aqueche
- 1906 - Julio Oriosolo y Cortina
- 1909 - Ildefonso Arrola Bilbao
- 1912 - Tomás Urquijo Aguirre
- 1916 - Eduardo Aburto Uribe
- 1920 - Jacinto Araluce Ajuria
- 1922 - Constantino Zabala
- 1923 - José Martín Zabala
- 1924 - Luis Urresti Campuzano
- 1927 - Juan L. Prado
- 1931 - Pedro Careaga
- 1931 - José Antonio Aguirre (PNB)
- 1939 - José Luis Oriol
- 1940 - Salvador Basagoiti Ruiz
- 1941 - Cándido Bilbao Basterra
- 1942 - Joaquín Ibargüengoitia Cortázar
- 1944 - Juan Bta. Merino Urrutia
- 1960 - Rafael Fernández de Tejada
- 1964 - Fernando Ybarra López-Dóriga
- 1967 - Pedro Arístegui Bengoa
- 1969 - Pedro de Zubiria y Garnica
- 1979 - Jesús Javier Aguirre Bilbao (PNB)
- 1980 - Francisco Javier Urrechua Líbano (PNB)
- 1983 - Juan Ramón Barquín Gaztelurrutia (PNB)
- 1987 - Javier de Sarria Landarte (PNB)
- 1991 - Humberto Cirarda Ortiz de Antiñano (PNB)
- 1999 - Iñaki Zarraoa Zabala (PNB)
- 2007 - Imanol Landa Jauregui (PNB)
- 2019 - Amaia Agirre Muñoa (PNB)

## Personatges
Polítics:
- José Antonio Aguirre, polític i empresari. Alcalde de Getxo i Primer Lehendakari del Govern Basc.
- Humberto Cirarda, Alcalde de Getxo entre 1991 i 1999.
- Iñaki Zarraoa, Alcalde de Getxo entre 1999 i 2007, i Director General d'EiTB entre 1991 i 1999.
- Jose Luis Bilbao, Diputat General de Biscaia pel PNB des de 2003
- Paul Ríos, coordinador de Lokarri des de 2006
- Ramón de la Sota, fundador d'Astilleros Euskalduna i exDiputat General de Biscaia
- Pedro Morenés, Ministre de Defensa del govern espanyol des de 2011.
- Fernando Ybarra López-Doriga, ex president d'honor de Sevilla de Electricidad i ex president franquista de la Diputació de Biscaia
- Antonio María de Oriol Urquijo, ex ministre de Justícia durante la dictadura franquista i ex president del Consell d'Estat
- Ignacio Satrustegui, ex president del Banco Urquijo i procurador a Corts franquistes
- Manuel Valdés Larrañaga, cofundador de Falange Española
- Federico Krutwig, polític i escriptor